# Rue Dongge (métro de Nanning)
Rue Dongge (chinois : 东葛路站 / pinyin : Dōnggé lù zhàn / zhuang : Camh Roen Dunghgoj) est une station de la ligne 3 du métro de Nanning. Elle est située à l'intersection de la rue Changhu et de la rue Dongge, dans le district de Qingxiu de la ville de Nanning, en Chine.
Ouverte le 6 juin 2019, elle comprend cinq entrées et une seule plateforme.

## Situation sur le réseau

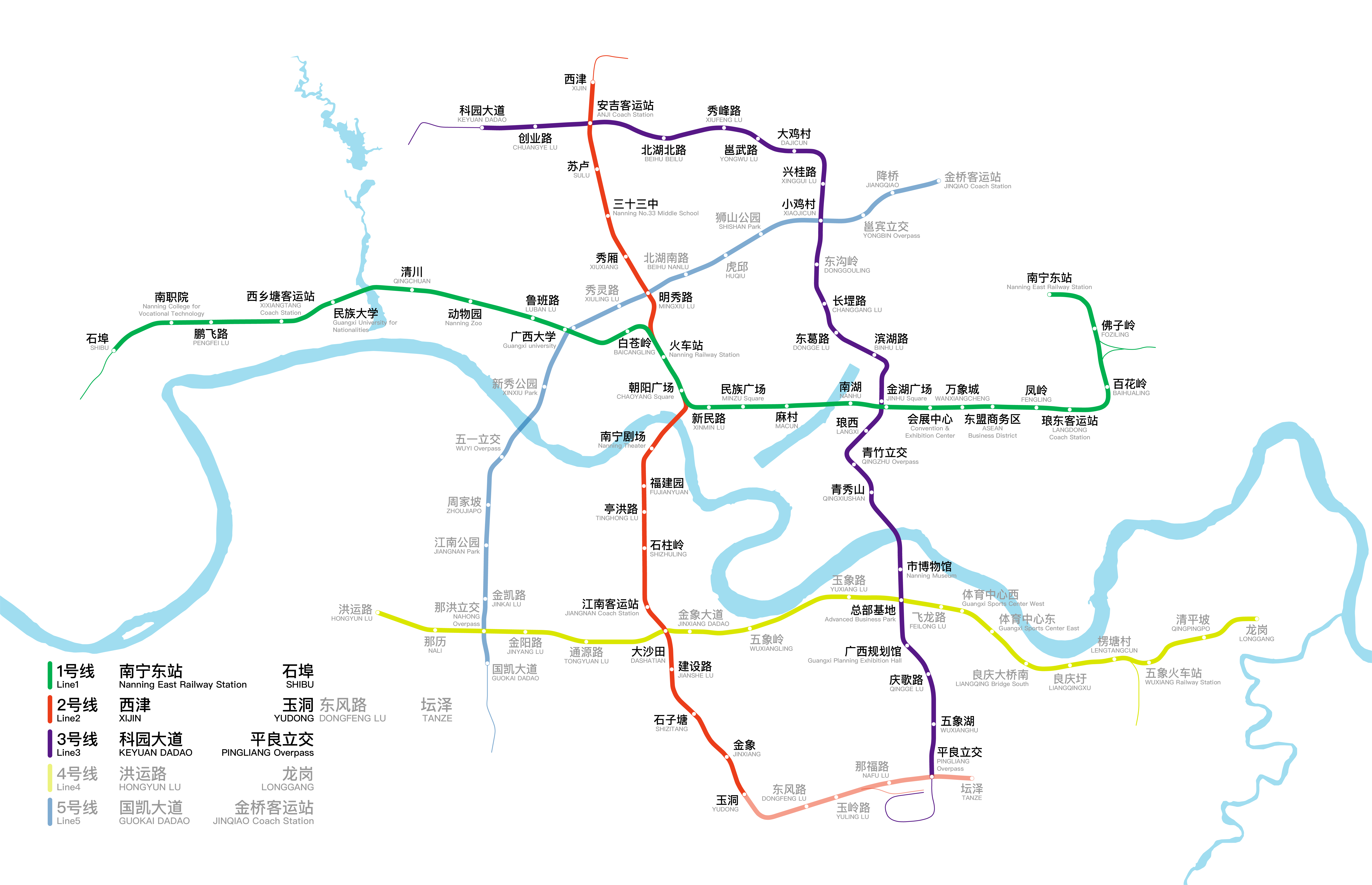
Plan du métro.

Établie en souterrain, Rue Dongge est située sur la ligne 3 du métro de Nanning, entre la station Rue Changgang (zh), en direction du terminus nord Boulevard Keyuan (zh), et la station Rue Binhu, en direction du terminus sud Échangeur Pingliang (zh).

## Histoire
La construction de la ligne débute en 2015. La ligne ouvre officiellement avec 22 stations le 6 juin 2019, dont Rue Dongge.

## Services aux voyageurs

### Accès et accueil
Rue Dongge est situé à l'intersections des rues Changhu et Dongge. La station est souterraine et comprend deux étages, avec au second sous-sol une plateforme centrale à colonnes donnant sur deux voies. Le premier sous-sol, hébergeant le hall d'entrée, a été rétréci pour faire place à des canalisations de gaz, ce qui sépare le hall en deux sections distinctes. Avec ses cinq entrées, Rue Dongge a un ascenseur pour personnes handicapées à sa sortie C.
La station, tout comme les autres de la ligne, présente des motifs aux allures des dix pays d'Asie du Sud-Est, membres de l'ASEAN, avec des colonnes décorées de brocades et de petits bâtiments aux toits en pente. La couleur violet est choisie pour la ligne pour faire référence au charme de l'Asie du Sud-Est. Le plancher est recouvert de céramique légère et les murs sont en plaques d'acier émaillé. 
Station souterraine, elle dispose de trois niveaux :
| Niveau 0   | Entrées et sorties                                       | Entrées et sorties                                         |
| Sous-sol 1 | Salle d'accueil                                          | Service à la clientèle, boutiques et guichet libre-service |
| Sous-sol 2 |                                                          | Ligne 3 Voie 1 : En direction de Boulevard Keyuan (zh)     |
| Sous-sol 2 | Quai central                                             |                                                            |
| Sous-sol 2 | Ligne 3 Voie 2 : En direction d'Échangeur Pingliang (zh) |                                                            |

### Desserte
Les premiers et derniers trains à destination de Boulevard Keyuan sont à 6h48 et 23h26, tandis que ceux à direction d'Échangeur Pingliang sont à 6h46 et 23h23. Le coût d'un billet est de 6 yuans (元).

### Intermodalité
La station est desservie par les lignes 1, W2, 12, 16, B19, 20, B44, 45, 52, 65, 76, B85, B91, 601, 604, 607 et 705 du réseau d'autobus de Nanning.

## À proximité
| Numéro                                         | Destinations proches |
| ---------------------------------------------- | --- |
| Sortie A1                                      | Rue Changhu (长湖路), rue Guangyuan (广园路), 6e ruelle de la rue Changgang (长堽路六里), Collège de Police du Guangxi (zh) (广西警察学院), |
| Sortie A2                                      | Rue Dongge (东葛路), Bureau de la Finance de Nanning (南宁市财政局), Bureau de Planification et d'urbanisation de Nanning (南宁市规划管理局), Bureau de la Sécurité publique du Guangxi, division de la Circulation routière (广西壮族自治区公安厅交通管理局), |
| Sortie B                                       | Rue Dongge, rue Chahuayuan (茶花园路), rue Guangyuan, rue Anhu (安湖路), allée Shifeng (石丰巷), rue Changyuan (长园路), |
| Sortie C                                       | Rue Changhu, |
| Sortie D                                       | Rue Dongge, 6e ruelle de la rue Changgang, rue Maoqiao (茅桥路), Hôpital Central de Nanning Maoqiao (南宁茅桥中心医院), rue Xin'an (新岸路), |
| Légende： Ascenseur pour personnes handicapées | |